# عقد 560
عقد 560 هو عقد امتد بين 1 يناير 560 و31 ديسمبر 569 بحسب التقويم الميلادي. سبقه عقد 550 ولحقه عقد 570.

## مواليد
- العباس بن عبد المطلب (568)
- الإمبراطور غاوزو من تانغ (566)
- أبو سفيان بن حرب (565)
- ابن المستوفي (564)

## وفيات
- طرفة بن العبد (569)
- كلوتير الأول (561)
- دوروثيوس غزة
- بروكوبيوس القيسراني (565)
- كونيموند ملك الغبيديين (566)
- الحارث بن جبلة (569)
- عمرو بن المنذر (569)
- جستينيان الأول (565)
- بلاجيوس الأول (561)
- ثيؤدوسيوس الأول (567)
- بيليساريوس (565)
- نارسيس (568)

## كتب
- Yves Denis Papin (1998). Chronologie de l'histoire ancienne. Lieu de publication non identifié: Éditions Jean-paul Gisserot. ISBN:2-87747-346-5. OCLC:40746926. مؤرشف من الأصل في 2022-03-16.
- موسوعة حضارة العالم (2002) لأحمد محمد عوف.

## روابط خارجية
- تصفح سنة بسنة عقد 560 على موقع onthisday.com
- تصفح سنة بسنة عقد 560 ابتداءً من سنة عقد 560 على موقع المكتبة الوطنية الفرنسية